# 外国等に対する我が国の民事裁判権に関する法律
外国等に対する我が国の民事裁判権に関する法律（がいこくとうにたいするわがくにのみんじさいばんにかんするほうりつ、英語: Act on the Civil Jurisdiction of Japan with respect to a Foreign State, etc.、平成21年4月24日法律第24号）は、外国等に対して日本の民事裁判権が及ぶ範囲および外国等に係る民事の裁判手続についての特例に関する日本の法律で、民事訴訟法に対する特別法である。

## 関連書籍
- 飛澤知行「逐条解説 対外国民事裁判権法」（商事法務）